# عزلة الهجرة (ذمار)

تعديل مصدري - تعديل

عزلة الهجرة هي إحدى عزل مديرية وصاب العالي في محافظة ذمار اليمنية ويبلغ تعداد سكانها 1677 نسمة حسب التعداد السكاني في اليمن لعام 2004.